# 정말 좋아하는 사람
〈정말 좋아하는 사람〉(大好好な人 다이스키나히토[*])는 일본의 걸 그룹 STU48의 세 번째 싱글이다. 타이틀 곡의 센터 포지션은 타키노 유미코가 맡았다.